# Sharpless 2-54
Sharpless 2-54 – obłok gazu oraz obszar H II znajdujący się w konstelacji Węża w odległości około 7000 lat świetlnych od Ziemi. Mgławica została skatalogowana w drugim wydaniu katalogu Sharplessa jako Sh 2-54.
Słaby obłok gazu znany jako Sharpless 2-54 został zaobserwowany w latach 50. XX wieku przez Stewarta Sharplessa na zdjęciach National Geographic–Palomar Sky Atlas. Choć jest on powiązanych z gromadą gwiazd NGC 6604 odkrytą w roku w 1784 przez Williama Herschela jest na tyle słaby, że pozostawał nieznany przed Stewartem Sharplessem.
Sharpless 2-54 wraz z Mgławicą Orzeł i Mgławicą Omega tworzy fragment wielkiego kompleksu gazów i pyłów, w którym powstają nowe gwiazdy.